# Ostnatec velký
Ostnatec velký (Trachinus draco) je mořská ryba z řádu ostnoploutví (Perciformes) a čeledi ostnatcovití (Trachinidae). Druh popsal Carl Linné roku 1758.

## Popis
Ostnatec velký je protáhlá a bočně zploštělá ryba se vzpřímenýma očima a výraznými horními ústy, která jsou skloněna vzhůru. Spodní čelist je delší než horní. Hlava je kompaktní plochá a poměrně velká a oči sedí téměř na jejím vrcholu.
Horní okraje očí mají dva až tři malé trny. Pět až sedm ostnatých ploutevních paprsků na první hřbetní ploutvi a trny na skřelích mají na svých bázích jedové žlázy.⁠
Na hřbetní straně je ostnatec velký zbarven zelenohnědě s různým počtem tmavých skvrn na horní straně hlavy. Bok je zbarven do žlutohnědé barvy s jasně modrými a žlutými přerušovanými pruhy, které se táhnou křivě k přední části ryby. Kromě toho se na bocích vyskytují šikmé černé pruhy. Horst Müller popisuje tento vzor jako tygří.

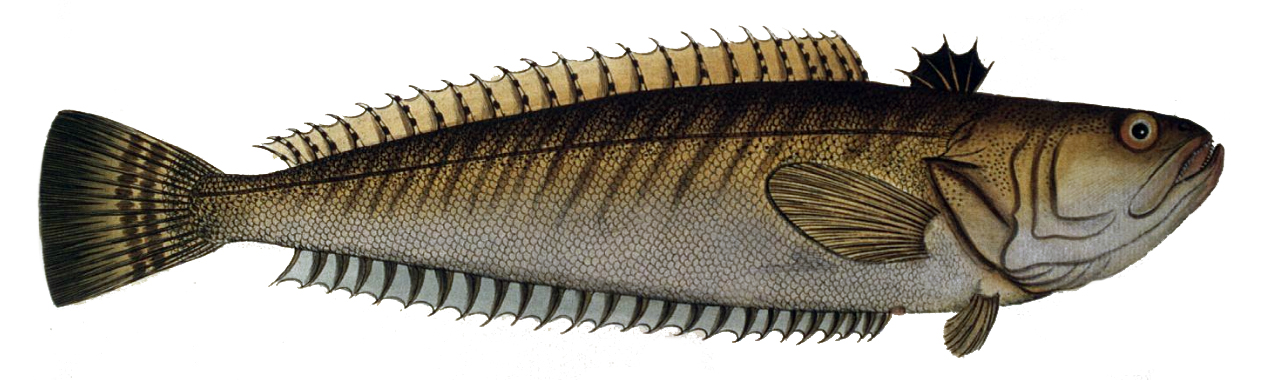
Ilustrace ostnatce velkého

Tělesné rozměry druhu jsou různými autory popisovány velmi odlišně a zřejmě se liší i podle zeměpisné polohy, kde byla studie provedena. Ve východní části Černého moře se délka dospělých ryb pohybuje od 10 cm do maximálně 25,8 cm u samic a od 9,5 cm do 22,5 cm u samců. Hmotnost se pohybuje od 6,96 g do 131,76 g u samic a od 5,34 g do 75,84 g u samců. 
Zatímco největší samice zaznamenaná ve východním Černém moři byla dlouhá 25,8 cm, výsledky jiných studií naznačují, že ostnatec velký má mnohem větší rozsah velikostí, než jaký byl zjištěn v této studii. Na pobřeží Algarve v jižním Portugalsku měla největší samice zjištěná Santosem et al. celkovou maximální délku 39,6 cm.
Ale i v Černém moři byly pozorovány exempláře, které předčí největší samici nalezenou Akem & Gençem v roce 2013. Největší samice nalezená Akem a kol. v Černém moři měla celkovou maximální délku 35 cm. Podle Aka & Gençe je zřejmé, že na rozdílné velikosti se podílí mnoho faktorů jako „teplota, slanost, potrava (množství, kvalita a velikost), pohlaví, roční období a stádium dospělosti“.

## Rozšíření
Je rozšířen podél východního pobřeží Atlantiku od Norska po Maroko, Madeiru a Kanárské ostrovy, zasahuje do Středozemního a Černého moře.

## Výskyt
Ostnatec velký se prokazatelně vyskytuje od mělkých vod až do hloubky 150 metrů, kde obývá převážně bahnité nebo písčité dno.